# 上清傳
上清传是一部唐代传奇作品，作者是中唐的柳珵。該作品收入《太平广记》以及司马光《资治通鉴考异》、鲁迅《唐宋传奇集》、汪辟疆《唐人小说》。上清传記載的是唐贞元年間，陆贽欲夺窦参相位，命人夜入窦宅，自称家有大丧，因贫不能举办葬礼，求窦救助。次日却誣陷窦参“交通节将，蓄养侠刺"，窦参终被唐德宗赐死。窦参婢女上清随之没入宫廷。上清常侍奉唐德宗左右，上清趁機替窦参向唐德宗申訴，最終唐德宗將窦参平反。